# Noriko Kaise
Noriko Kaise (貝瀬典子, Kaise Noriko). (n. 5 de marzo de 1970, en la Prefectura de Gunma, Japón) es una cantante, modelo y ex-Idol japonesa, activa en la década de los 80.
Formó parte del grupo idol Onyanko Club, como la miembro número 41.

## Biografía
Realizó su debut artístico, tras ganar el concurso televisivo: " Miss Kappapia". En agosto de 1986 se unió a Onyanko Club, tras resultar ganadora nuevamente, en esta ocasión del programa: " Miss Seventeen". Mientras se mantuvo activa con la agrupación, participó como segunda vocal para la mayoría de los temas del grupo. 
Posteriormente se planteó la posibilidad en que formara parte del subgrupo: Ushirogami Hikaretai (1987 - 1988). Sin embargo dicha idea nunca se concretó. 

### Después de Onyanko Club
Onyanko Club se disolvió en septiembre de 1987. Tras la separación del mismo, trabajo por un tiempo como modelo, retirándose poco después del mundo del espectáculo.

## Actualidad
En la actualidad trabaja como oficinista para una industria automotriz.

## Filmografía
| 1987 | Getsuyō dorama rando |

## Discografía

### Con Onyanko Club
| 1987 (junto a Shizuka Kudo, Harumi Tomikawa, Mitsuko Yoshida y Miyuki Sigiura)           | Meshibe to Oshibe            |
| 1987 (junto a Marina Watanabe y Makiko Saito)                                            | Popcorn Hatake de Tsukamaete |
| 1987 (junto a Akiko Ikuina, Mako Shiraishi y Makiko Saito)                               | One Side Game                |
| 1987 (junto a Akiko Ikuina, Kayo Agatsuma, Miyuki Sugiura, Kumiko Miyano y Makiko Saito) | Kaze no Monogatari           |
| 1987 (junto a Mutsumi Yokota, Tomoko Fukawa, Marina Watanabe y Makiko Saito)             | Sekidou Tankentai            |